# Język alune
Język alune – język austronezyjski używany w prowincji Moluki w Indonezji, w zachodniej części wyspy Seram. Według danych z 2000 roku posługuje się nim 17 tys. osób. Jest to rodzimy język ludu Alune.
Jego użytkownicy zamieszkują obszar zlewiska trzech rzek: Eti, Tala i Sapalewa. Z danych Ethnologue (wyd. 19, 2016) wynika, że terytorium tego języka obejmuje 27 wsi, w większości położonych we wnętrzu wyspy (kecamatany Kairatu i Taniwel, kabupaten Seram Bagian Barat).
W 1996 r. odnotowano podział na alune nadbrzeżny i alune z wnętrza wyspy. Ta pierwsza odmiana została poddana znacznym wpływom innych języków (m.in. malajskiego, a także różnych języków lokalnych). Według Ethnologue dzieli się na pięć dialektów: centralno-wschodni (buriah-weth-laturake), centralno-zachodni (niniari-piru-riring-lumoli), południowy (rambatu-manussa-rumberu), północnego wybrzeża (nikulkan-murnaten-wakolo), kairatu (południowy). Dostępne informacje sugerują, że odmiana ze wsi Rambatu ma charakter prestiżowy.
Zagrożony wymarciem. Jest w dużej mierze wypierany przez malajski amboński (w latach 90. XX w. zmiana ta dotyczyła nawet połowy miejscowości). Dialekt kairatu wyszedł z użycia. W społeczności znany jest również język indonezyjski.
Jest jednym z lepiej poznanych języków Moluków. Badaniem tego języka zajmował się H. Niggemeyer, który zebrał materiały gramatyczne i słownikowe oraz teksty (1951–1952). W języku indonezyjskim powstały pewne prace gramatyczne (1984, 1996)  oraz słowniki (1997, 2018) . Jest zapisywany alfabetem łacińskim.